# Varázsceruza
A Varázsceruza (eredeti lengyel címén Zaczarowany ołówek) lengyel televíziós rajzfilmsorozat. 1964 és 1976 között készítették Łódź városában, a Se-ma-for stúdióban.
A történet középpontjában egy kisfiú és a kutyája áll, akik a kalandjaik során felmerülő problémákat egy bűvös ceruza segítségével oldják meg: amit a fiú a ceruzával rajzol, megelevenedik. A 27. résztől kezdődően az egyes epizódok egymáshoz kapcsolódnak.
A sorozat nem tartalmaz dialógusokat.

## Készítői
- A forgatókönyvet Adam Ochocki írta.
- A grafikai tervek Karol Baraniecki nevéhez fűződnek.
- Rendezők voltak:
  - Karol Baraniecki
  - Andrzej Piliczewski
  - Alina Kotowska
  - Zbigniew Czernelecki
  - Józef Skrobiński
  - Ludwik Kronic
  - Ireneusz Czesny
  - Ryszard Szymczak
- A zenét Zbigniew Czernelecki és Waldemar Kazanecki szerezte.

## Epizódok
1. Az udvaron – (K. Baraniecki) 1964
2. Őrült üldözés – (A. Piliczewski) 1964
3. Állatkerti riadó – (A. Kotowska) 1964
4. A madarak védelmezője – (Z. Czernelecki) 1964
5. Árvíz – (J. Skrobiński) 1965
6. Eltévedni az erdőben – (A. Piliczewski) 1965
7. Hegyi katasztrófa – (Z. Czernelcki) 1965
8. A tengeri farkas – (Z. Czernelecki) 1965
9. Az út környékén ólálkodó róka – (A. Kotowska) 1965
10. Az öreg kunyhóban – (A. Piliczewski) 1965
11. A fák árnyékában – (Z. Czernelecki) 1966
12. Karcsi – (A. Piliczewski) 1966
13. Ajándékkosár – (A. Kotowska) 1966
14. Vörös kakas – (Czerwony Kur, Z. Czernelecki) 1969
15. Kincs a víz alatt – (Podwodny skarb, Z. Czernelecki) 1969
16. Hatalmas vonat – (A. Piliczewski) 1969
17. Tolvaj szarka – (L. Kronic) 1969
18. Nyaralás szellemmel – (A. Kotowska) 1969
19. Zeneiskolások – (Blekitno Czerwoni, Z. Czernelecki) 1969
20. Hogyan szelídítsünk? – (A. Kotowska) 1970
21. A szakadék szélén – (L. Kronic) 1970
22. Karcsi a barátunk – (Z. Czernelecki) 1970
23. Mogyorót télire – (A. Piliczewski) 1970
24. Álomszuszék a barlangban – (L. Kronic) 1970
25. Korong a jégen – (A. Piliczewski) 1970
26. A kis cowboy – (L. Kronic) 1970
27. A titokzatos palack – (Tajemnicza Butelka, Z. Czernelecki) 1974
28. A hajótörés – (Lajba Tonie, Z. Czernelecki) 1974
29. Teljes gőzzel – (Czernelecki) 1974
30. A jég fogságában – (L. Kronic) 1974
31. Az öreg malom – (Malpie Figle, A. Kotowska) 1975
32. Szemtelen majmok – (Safari Z Kamera, L. Kronic) 1975
33. Szafari kamerával – (Dwa do Zera, R. Szymczak) 1975
34. Párbaj a vadonban – (Z. Czernelecki) 1975
35. Kettő null – (A. Piliczewski) 1975
36. Váratlan látogatás – (Pojedynek w buszu, I. Czesny) 1976
37. Matrózkeresztelés – (W starym mlynie, Z. Czernelecki) 1976
38. Tengeri szörny – (A. Piliczewski) 1976
39. Az utazás érdekében – (Wokowach Lodu, L. Kronic) 1977